# Hoornmelde
Hoornmelde (Axyris amaranthoides) is een eenjarige plant uit de amarantenfamilie. De bloeitijd is van juli tot augustus. De wetenschappelijke naam van de soort werd in 1753 gepubliceerd door Carl Linnaeus in Species plantarum.

## Kenmerken
De rechtopstaande stengel is wit tot lichtgroen en evenals de onderzijde van het blad dicht bezet met roestkleurige sterharen. De mannelijke bloemen zijn strokleurig en zitten in aren aan de top van de stengel en zijtakken; de vrouwelijke bloemen zijn groen en zijn onder de mannelijke bloemen gesitueerd. De 2,5–3 mm lange zaden zijn ovaal, afgeplat, roodachtig, en vaak gevleugeld aan de top.

## Ecologie en verspreiding
Hoornmelde prefereert droge, fijnkorrelige, steenachtige, zware kleigrond. Ze groeit in bermen en bij bewoning, in graslanden, op rivieroevers en ruderale plekken. De eenjarige plant stamt oorspronkelijk uit Noord- en West-Azië en Zuidoost-Europa en is adventief (veelal als verontreiniging van granen) op tal van plekken opgedoken. In Noord-Amerika gedraagt ze zich invasief. In Nederland is de plant recent slechts op één plek in Friesland aangetroffen.

## Gebruik
Volgens de traditionele Chinese geneeskunst zou de plant onder andere de lever zuiveren, helpen tegen reumatische pijnen en ontstoken tanden, tegen zwellingen en een hoge bloeddruk.